# Sceloporus rufidorsum
Sceloporus rufidorsum är en ödleart som beskrevs av  Yarrow 1882. Sceloporus rufidorsum ingår i släktet Sceloporus och familjen Phrynosomatidae. Inga underarter finns listade i Catalogue of Life.